# Dipoenata cana
Dipoenata cana is een spinnensoort in de taxonomische indeling van de kogelspinnen (Theridiidae).
Het dier behoort tot het geslacht Dipoenata. De wetenschappelijke naam van de soort werd voor het eerst geldig gepubliceerd in 1996 door Kritscher.